# Transports dans le Pas-de-Calais
Les transports dans le département français du Pas-de-Calais sont denses dans la moitié nord-est du département, dans la continuité des transports du département voisin du Nord et en relation avec le poids démographique et économique de ce territoire. Département situé au droit de la partie la plus étroite de la Manche, le Pas-de-Calais est un point de passage depuis l'Antiquité pour les voyageurs et marchandises en provenance ou à destination de la Grande-Bretagne, d'abord par voie maritime, puis par voie aérienne au milieu du XXe siècle et enfin par voie ferroviaire depuis l'ouverture du Tunnel sous la Manche en 1994.

## Transport routier

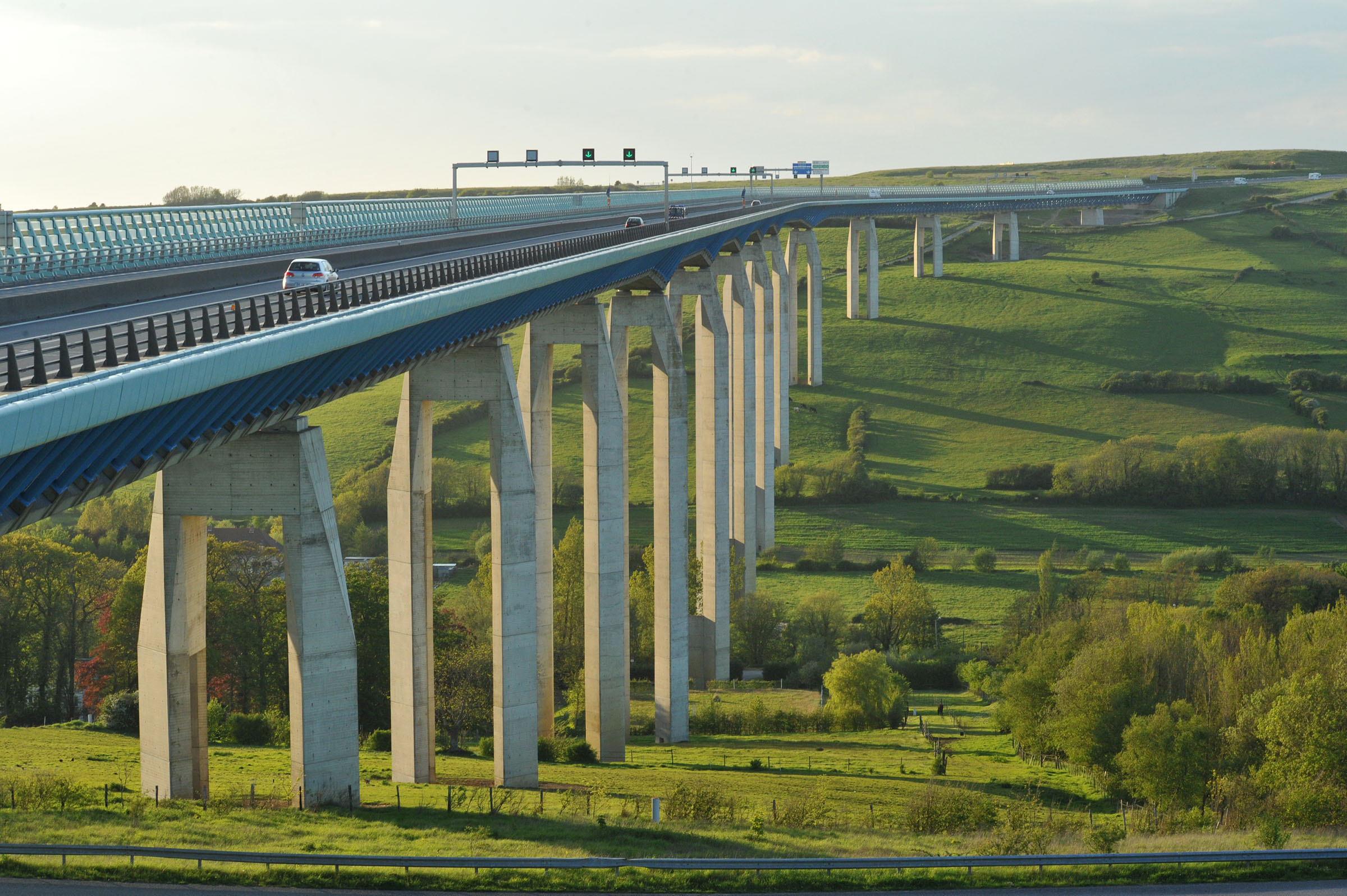
Le viaduc d'Echinghen permet à l'autoroute A16 de contourner l'agglomération de Boulogne-sur-Mer.

### Infrastructures routières
Les trois axes autoroutiers principaux du département sont l'autoroute A1, qui relie Arras et Hénin-Beaumont à Paris au sud et à Lille au nord, l'autoroute A16 qui relie la côte (Étaples, Boulogne-sur-Mer et Calais) à Amiens et Paris au sud et à Dunkerque au nord-est, et enfin l'autoroute A26 qui de Calais se dirige vers Saint-Omer, Béthune, Arras et l'Est de la France.
En complément de ces trois axes principaux, plusieurs autoroutes et voies rapides d'importance plus locale parcourent le Bassin minier : autoroute A21, route nationale 17, route nationale 47 et route départementale 301. Un projet d'autoroute A24 devait permettre de résoudre les problèmes de saturation des axes routiers dans cette région mais il a officiellement été abandonné.
Les deux axes principaux reliant l'est du département à la façade maritime ouest, la route départementale 939 reliant Arras à Montreuil-sur-Mer par Saint-Pol-sur-Ternoise et la route nationale 42 reliant Saint-Omer à Boulogne-sur-Mer, sont progressivement aménagés à 2 x 2 voies. La RN 42 pourrait à terme être mise aux normes autoroutières sous le nom d'A260.

### Transport collectif de voyageurs
Le Nord est desservi par le réseau de transport routier Oscar, initialement organisé par le département du Pas-de-Calais, repris depuis 2017 par la région Hauts-de-France sous le même nom. Le réseau compte 46 lignes desservant la plupart des communes du département.

## Transport ferroviaire

### Historique
Le chemin de fer est apparu dès les années 1840 dans le département : la ligne Paris-Arras-Lille a été ouverte en 1846, la ligne Amiens-Boulogne-sur-Mer en 1847-1848 et la ligne Lille-Calais en 1848. Le réseau d'intérêt général, concédé à la Compagnie des chemins de fer du Nord, s'est rapidement développé dans ce département précocement urbanisé et industrialisé. Vers 1880, le chemin de fer d'intérêt général avait déjà presque atteint son développement maximal dans le département et desservait notamment Aire-sur-la-Lys, Arras, Béthune, Boulogne-sur-Mer, Calais, Étaples, Frévent, Lens, Montreuil, Saint-Omer et Saint-Pol-sur-Ternoise.

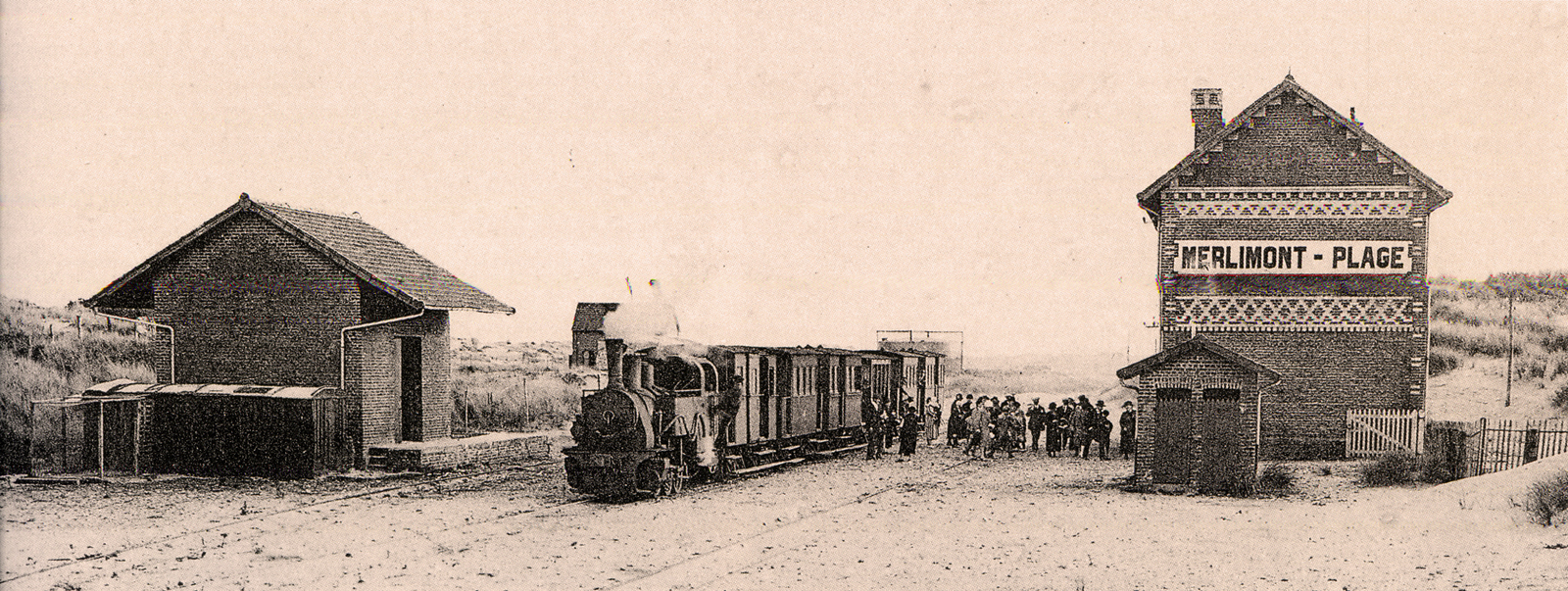
Un train en gare de Merlimont-Plage sur la ligne de Berck-Plage à Paris-Plage, vers 1910.

Le Pas-de-Calais a également été desservi par de multiples chemins de fer d'intérêt local, souvent à l'initiative des industriels locaux, et des chemins de fer à vocation principalement industrielle mais qui accueillaient des voyageurs. Les chemins de fer d'intérêt local sont apparus dès les années 1860 et se sont développés jusqu'au début du XXe siècle. À la veille de la Première Guerre mondiale, de multiples compagnies se partageaient l'un des réseaux d'intérêt local les plus longs mais aussi les plus fractionnés de France : 
- La Compagnie des mines de Marles ouvrit en 1862 une ligne de Lapugnoy à Rimbert, à écartement standard ;
- La Compagnie des mines de Béthune ouvrit en 1862 une ligne de Bully-les-Mines à La Bassée-Violaines, à écartement standard, d'abord pour l'écoulement de ses produits mais aussi pour le transport public de voyageurs ;
- La Compagnie des mines de Carvin ouvrit en 1865 une ligne de Carvin à Libercourt, à écartement standard, d'abord pour l'écoulement de ses produits mais aussi pour le transport public de voyageurs ;
- La Compagnie des mines de Lens ouvrit en 1868 une ligne de Lens à Pont-à-Vendin, à écartement standard, prolongée en 1883 jusqu'à La Bassée-Violaines ;
- La Compagnie du chemin de fer d'Achiet à Bapaume exploita à partir de 1871 la ligne Achiet-Bapaume, à écartement standard, prolongée en 1877-1878 jusqu'à Marcoing ;
- La Compagnie des mines de la Lys-Supérieure ouvrit en 1872 une ligne de Berguette à Estrée-Blanche, à écartement standard ;
- La Compagnie du chemin de fer de Boisleux à Marquion ouvrit entre 1878 et 1880 la ligne du même nom, à écartement standard ;
- La Compagnie du chemin de fer d'Anvin Calais mit en service en 1882 la ligne éponyme, à écartement métrique ;
- La Compagnie des Chemins de Fer d'Aire à Fruges et de Rimeux-Gournay à Berck inaugura en 1893 le chemin de fer Aire-sur-la-Lys - Berck-Plage, à écartement métrique ;
- Les Chemins de fer économiques du Nord ouvrirent à partir de 1895 les lignes à écartement métrique de Lens à Frévent puis de Boulogne au Portel et de Boulogne à Conningues ;
- Les Tramways de l'Artois exploitèrent à partir de 1899 la ligne de tramway de Béthune à Estaires, à écartement métrique ;
- La Compagnie du chemin de fer de Marquion à Cambrai ouvrit en 1899 la ligne du même nom ;
- La Compagnie du tramway à vapeur d'Ardres à Pont-d'Ardres ouvrit en 1902 la ligne éponyme, à écartement métrique ;
- La Compagnie du chemin de fer de Berck-Plage à Paris-Plage relia à partir de 1909-1912 ces deux stations balnéaires par une ligne à écartement métrique ;
- La Société des tramways du Boulonnais mit en service en 1911 le tramway de Boulogne-sur-Mer à Hardelot, à écartement métrique.

Plusieurs de ces compagnies furent rachetées ou virent leur concession reprise par la Compagnie générale de voies ferrées d'intérêt local. Certaines de ces lignes d'intérêt local fermèrent dès les années 1920-1930, mais d'autres, en particulier celles à écartement normal, survécurent jusqu'à la deuxième moitié du XXe siècle, les lignes minières étant conservées par les Houillères du bassin du Nord et du Pas-de-Calais.
Les grands axes ferroviaires Paris-Lille et Paris-Boulogne-Calais (vers l'Angleterre) voient circuler dans l'Entre-Deux-Guerres un trafic dense assuré par certains des trains les plus performants de leur époque, mais il faudra attendre le milieu des années 1950 pour que soit entrepris l'électrification de la ligne Paris-Lille et des lignes du Bassin minier, après la levée du veto des autorités militaires. L'électrification des lignes de la partie littorale du département sera beaucoup plus tardive, et accompagnera le bouleversement de la fin du siècle : l'ouverture en 1993 de la LGV Nord et en 1994 du Tunnel sous la Manche.
|                                             |
| Le réseau ferroviaire à son apogée en 1930. |

|                                     |
| Le réseau ferroviaire de nos jours. |

|                                                    |
| Carte animée de l'évolution du réseau ferroviaire. |

### Situation actuelle

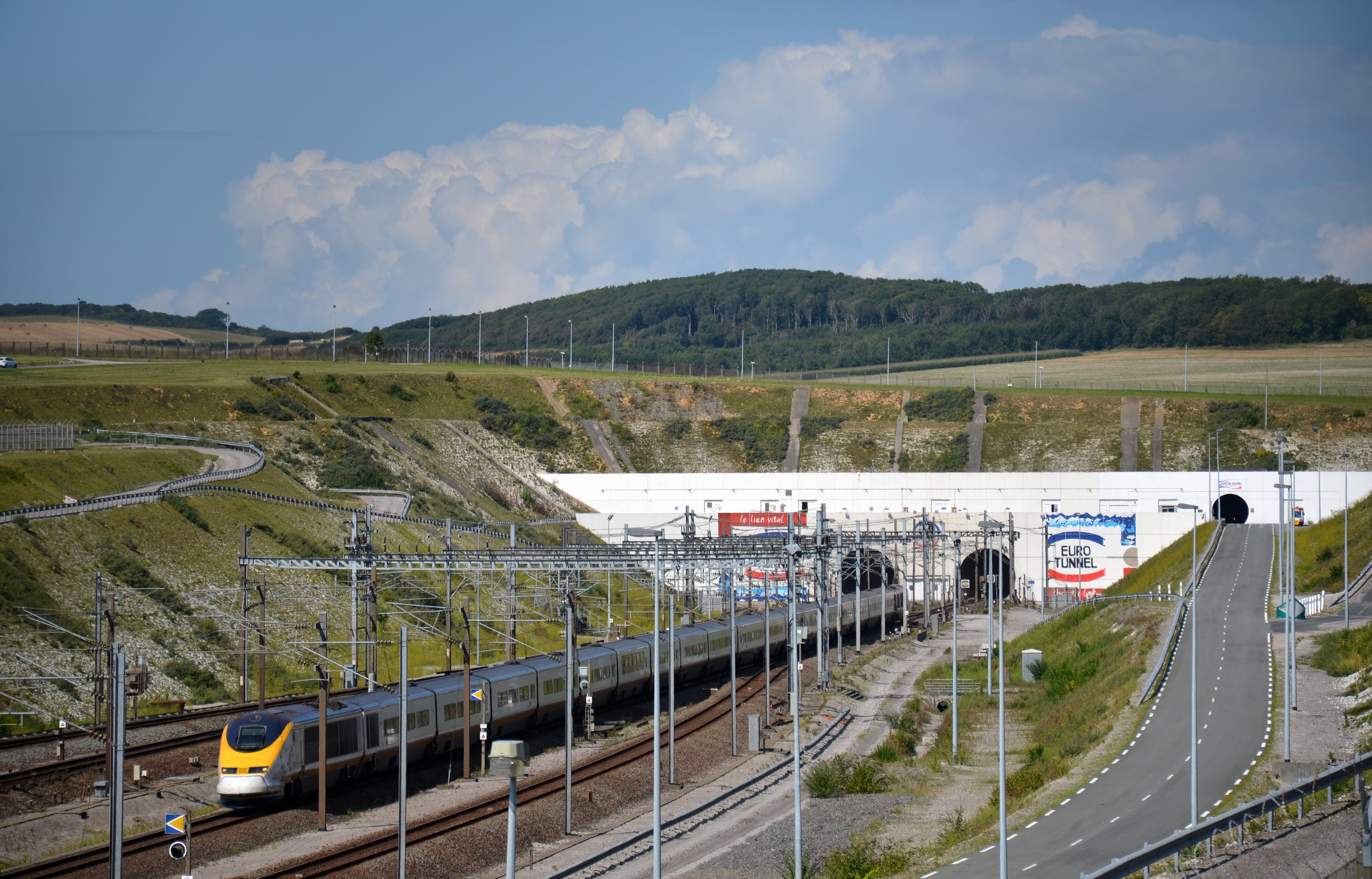
Un TGV TMST d'Eurostar à la sortie du Tunnel sous la Manche, près de Coquelles.

Les principales gares de voyageurs, avec plus d'un million et demi de voyageurs en 2019, sont Arras, Béthune et Lens, suivies par Calais-Ville, Saint-Omer, Libercourt, Boulogne-sur-Mer, Calais - Fréthun et Hénin-Beaumont avec plus de 500 000 voyageurs en 2019.
La ligne à grande vitesse (LGV) Nord traverse deux fois le département. Outre la LGV, l'est du département est principalement desservi par la ligne de Paris-Nord à Lille et ses multiples ramifications dans le Bassin minier (ligne d'Arras à Dunkerque-Locale, Ligne de Lens à Ostricourt, Lille de Lille-Fives à Béthune, Ligne de Lens à Don - Sainghin...). La façade maritime est desservie par la ligne de Longueau à Boulogne-Ville, prolongée par la ligne de Boulogne-Ville à Calais-Maritime puis la ligne de Coudekerque-Branche aux Fontinettes. Ces deux ensembles sont reliés par la ligne de Lille aux Fontinettes (Calais) et par les petites ligne d'Arras à Saint-Pol-sur-Ternoise, ligne de Béthune à Saint-Pol-sur-Ternoise  et ligne de Saint-Pol-sur-Ternoise à Étaples. À l'exception de ces trois dernières lignes, le réseau ferroviaire du département est presque entièrement électrifié et à double voie, signe de l'importance des flux qui y circulent.
Ces lignes sont parcourues par des trains TER Hauts-de-France (dont des TERGV ou TER à grande vitesse circulant sur LGV), des TGV inOui (reliant principalement Paris-Nord à Arras, Lens, Béthune, Calais, Boulogne-sur-Mer et Rang-du-Fliers - Verton), des TGV TMST d'Eurostar (vers Londres) et un trafic significatif de trains de fret.
Le Tunnel sous la Manche accueille depuis 1994 un trafic mixte de trains de voyageurs (TGV TMST d'Eurostar), de trains de fret et de navettes Eurotunnel, du nom du concessionnaire et exploitant du tunnel. Un vaste terminal est aménagé à Coquelles près de Calais pour l'accueil, le contrôle et l'embarquement et débarquement des véhicules depuis et vers la Grande-Bretagne.

## Transport maritime

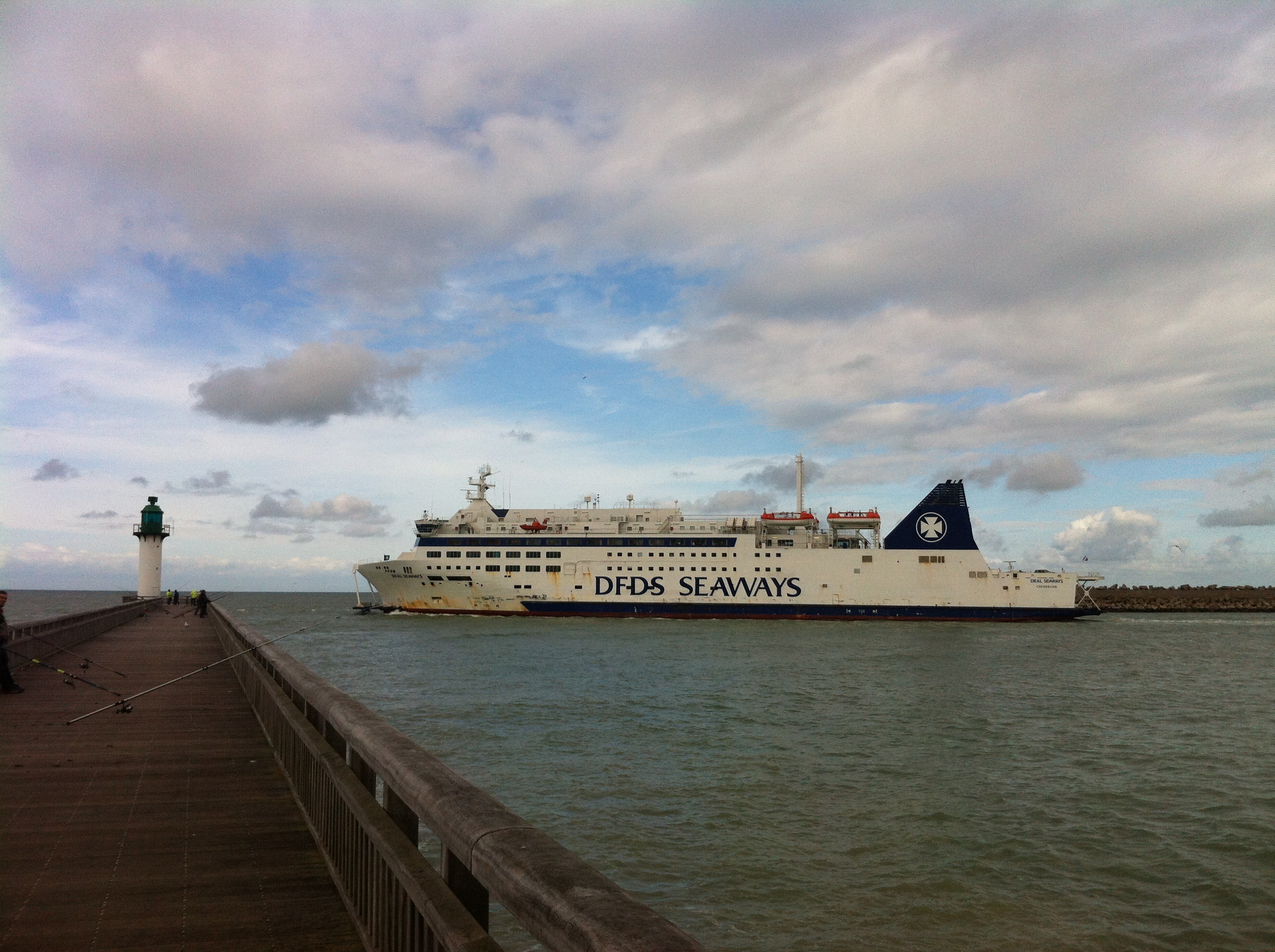
Un ferry transmanche quitte le port de Calais.

Situé le long de l'un des axes maritimes les plus fréquentés de la planète, le Pas-de-Calais compte plusieurs ports majeurs. Malgré la concurrence du Tunnel sous la Manche ouvert en 1993, le port de Calais reste le premier port de passagers d'Europe continentale et l'un des principaux ports de marchandises français, dont l'activité est en grande partie concentré sur la liaison Calais-Douvres (Royaume-Uni). Si le trafic de passagers et de marchandises du port de Boulogne-sur-Mer a fortement baissé quant à lui, celui-ci reste le premier port de pêche en France.

## Transport fluvial
Le canal Dunkerque-Escaut, à grand gabarit (classe V CEMT), traverse l'est du département près de sa frontière avec le Nord (Saint-Omer, Aire-sur-la-Lys, Béthune...). Il s'agit du principal axe fluvial de la région, bien connecté aux réseaux belge et au-delà néerlandais et allemand, mais mal relié aux autres réseaux français (ce qui pourrait être corrigé par le projet de liaison Seine-Escaut). Une partie de l'industrie de la région s'est installée le long de ce canal, qui connaît ainsi un trafic significatif. C'est d'ailleurs à Béthune que se trouve le siège de Voies navigables de France.

## Transport aérien

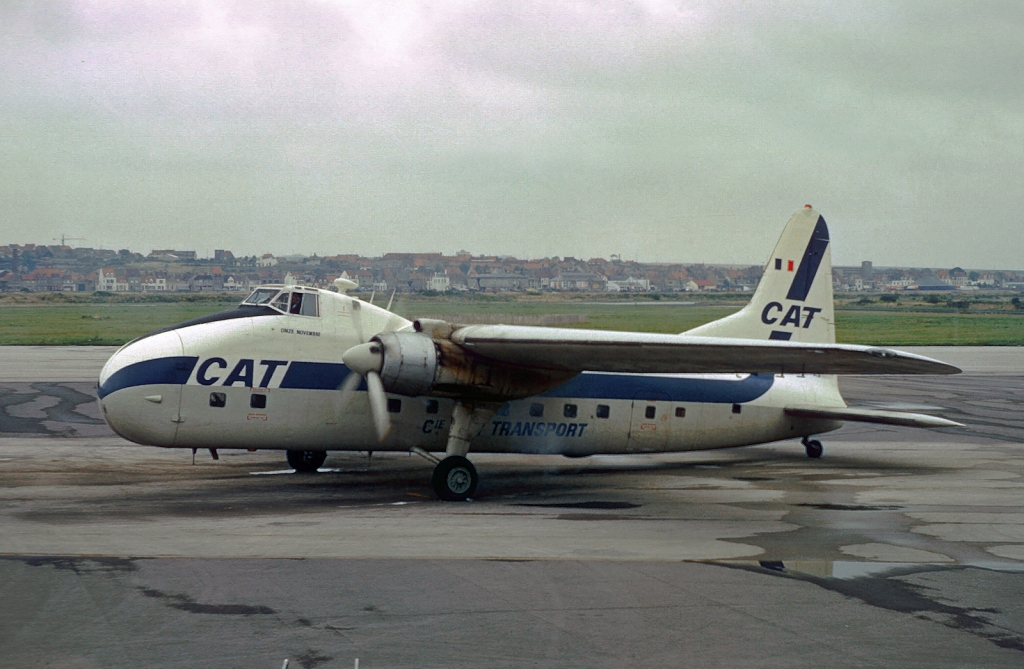
Un Bristol Superfreighter de la Compagnie Air Transport à l'aéroport du Touquet-Côte d'Opale en 1969.

Les deux aéroports du département, Calais-Dunkerque et Le Touquet-Côte-d'Opale, faisaient partie des principaux aéroports français dans les années 1950 et 1960, grâce au trafic vers l'Angleterre. Le train Flèche d'argent reliait même directement Paris à l'aéroport du Touquet, où une correspondance était assurée vers la Grande-Bretagne. Ce trafic a totalement disparu dans les années 1980, et ces deux aéroports ne sont plus desservis par aucune liaison commerciale régulière ; ils restent utilisés par des vols de tourisme, de loisirs et d'affaires, et occasionnellement charters.
Des aérodromes sont également présents à Arras - Roclincourt, Berck-sur-Mer, Lens - Bénifontaine, Merville - Calonne, Saint-Inglevert - Les deux Caps, Saint-Omer - Wizernes et Vitry-en-Artois.

## Transports en commun urbains et périurbains
Artois Mobilités (qui regroupe la Communauté d'agglomération de Béthune-Bruay, Artois-Lys Romane, la Communauté d'agglomération de Lens-Liévin et la Communauté d'agglomération Hénin-Carvin), la Communauté urbaine d'Arras, le Syndicat intercommunal des transports urbains de l'agglomération du Calaisis (qui regroupe les membres de la Communauté d'agglomération Grand Calais Terres et Mers et la commune de Guînes), la Communauté d'agglomération du Boulonnais, la Communauté d'agglomération du Pays de Saint-Omer et la Communauté d'agglomération des Deux Baies en Montreuillois sont autorités organisatrices de la mobilité sur leur territoire et organisent des services de transport dans leur ressort territorial :
- Le réseau TADAO d'Artois Mobilités comprend une cinquantaine de lignes de bus dont sept de bus à haut niveau de service, après l'abandon du projet de tramway Artois-Gohelle ;
- Le réseau Artis d'Arras comprend 25 lignes de bus et du transport à la demande ;
- Le réseau Imag'in de Calais comprend une dizaine de lignes de bus et une navette fluviale ;
- Le réseau Marinéo de Boulogne-sur-Mer comprend 16 lignes de bus urbaines et du transport à la demande vers les communes éloignées ;
- Le réseau Mouvéo de Saint-Omer comprend 6 lignes urbaines et une ligne interurbaine Isbergues - Aire-sur-la-Lys - Isbergues ;
- Le réseau de transport de la Communauté d'agglomération des Deux Baies en Montreuillois comprend trois lignes reliant les trois pôles de Montreuil-sur-Mer, Berck et Étaples et une navette vers Le Touquet-Paris-Plage.

Plusieurs villes côtières ont possédé un tramway dans la première moitié du XXe siècle : le tramway de Calais et le tramway de Boulogne-sur-Mer constituaient des réseaux relativement importants, tandis que le tramway du Touquet-Paris-Plage, le tramway d'Étaples à Paris-Plage et les éphémères tramway de Berck et tramway de Sainte-Cécile ne comptaient qu'une à deux lignes à vocation principalement touristique.

## Modes doux
Le département est traversé par plusieurs voies vertes, véloroutes et sentiers de grande randonnée.